# Теодор фон Гіппель
Теодор Готтліб фон Гіппель (нім. Theodor Gottlieb von Hippel; 19 січня 1890 — 1 січня 1977) — кадровий офіцер німецької армії, оберстлейтенант вермахту, співробітник німецької розвідки.

## Біографія
Названий на честь свого видатного предка — письменника Теодора Готтліба фон Гіппеля. Під час Першої світової війни воював добровольцем в Східній Африці. Служив під командуванням генерала Пауля фон Леттов-Форбека. Проводив партизанські операції проти військ противника. 6 квітня 1916 року взятий в полон. Звільнений 20 грудня 1920 року.
Один з творців підрозділи військ спеціального призначення в німецькій армії, брав активну участь у формуванні німецького спецназу. Перший командир роти (з липня 1939 до весни 1940 року), потім — командир 1-го батальйону полку «Бранденбург-800» (до літа 1941 року).
Надалі проходив службу в тропічному батальйоні дивізії «Бранденбург-800» при армії генерал-фельдмаршала Ервіна Роммеля в Тунісі.
У 1943 році був узятий в полон американськими військами в Північній Африці.

## Звання
- Військовий доброволець (18 жовтня 1914)
- Унтерофіцер (серпень 1915)
- Офіцер-аспірант (15 лютого 1916)
- Віцефельдфебель (1 квітня 1916)
- Лейтенант резерву (20 грудня 1920)
- Оберлейтенант (1 квітня 1935)
- Гауптман (1 листопада 1935)
- Майор (1 жовтня 1940)
- Оберстлейтенант (1 червня 1942)

## Нагороди
- Залізний хрест 2-го класу
- Нагрудний знак «За поранення» в чорному
- Колоніальний знак
- Почесний хрест ветерана війни з мечами
- Медаль «За вислугу років у Вермахті» 4-го класу (4 роки)
- Застібка до Залізного хреста 2-го класу
- Залізний хрест 1-го класу